# San Marino (cidade)
San Marino (também conhecida em português como São Marinho ou São Marino; em italiano: Città di San Marino) é uma cidade situada ao sul do monte Titano, capital da república homônima.
É a terceira cidade do país em população, depois de Borgo Maggiore e Serravalle. Tem 4493 habitantes (est. 2003) e uma área de 7,09 km².
O município de San Marino Città, ou simplesmente Città, tem como sua capital a cidade de San Marino. E faz divisa com as municipalidades de Acquaviva, Borgo Maggiore, Fiorentino, e Chiesanuova e a municipalidade italiana San Leo.
A Academia Internacional das Ciências de São Marinho é centrada aqui.

## UNESCO
O Centro Histórico de San Marino e o Monte Titano foram inscritos como Patrimônio Mundial da UNESCO "graças a seu testemunho de continuidade de uma república livre desde a Idade Média".

## Cidades gémeas
- San Leo, Itália